# Rives-en-Seine
Rives-en-Seine – gmina we Francji, w regionie Normandia, w departamencie Sekwana Nadmorska. W 2013 roku liczba ludności wynosiła 4213 mieszkańców. 
Gmina została utworzona 1 stycznia 2016 roku z połączenia trzech ówczesnych gmin: Caudebec-en-Caux, Saint-Wandrille-Rançon oraz Villequier. Siedzibą gminy została miejscowość Caudebec-en-Caux.